# Donald Trump Jr.
Donald John „Don” Trump Jr. (n. 31 decembrie 1977, New York City, New York, SUA) este un om de afaceri american și fostă personalitate TV. Este cel mai mare copil al celui de-al 45-lea și 47-lea Președinte al Statelor Unite, Donald Trump, și al primei sale soții, Ivana. El lucrează în prezent alături de fratele său Eric ca administrator al The Trump Organization. Este de mai mult timp vicepreședinte și singurul responsabil de operațiunile de leasing comercial ale companiei, în rolul său de administrator, el și fratele său au condus compania în timpul președinției tatălui său.

## Legături externe
- Donald Trump Jr. pe Facebook
- Donald Trump Jr. pe Twitter
- Donald Trump Jr. pe Instagram
- Donald Trump Jr. la Internet Movie Database
- Apariții pe C-SPAN
- New York Times: "A Name He Can Build On"